# リチャード・デュラン
リチャード・E・デュラン（Richard E. Duran、1957年7月27日 - ）は、アメリカ合衆国出身の元プロ野球選手（外野手）。右投右打。

## 経歴
カリフォルニア州ルーサラン大からミルウォーキー・ブルワーズに入団。傘下のマイナー・リーグAA級ホルヨーク・ミラーズで一塁手兼捕手でプレーしていた。その後、メキシカン・リーグでプレーし1983年には首位打者を獲得。メジャー・リーグでプレーした経験はなかった。
1984年、近鉄バファローズへ入団。同年に入団したドン・マネーと2人でチームの約半数の本塁打を記録し、チームの開幕ダッシュに貢献していた。しかし、マネーが5月7日に家族のホームシックを理由に退団したのに続いて、デュランもアメリカで一人暮らしで病気がちの母親がデュランの帰国を強く希望したため、5月14日に母親の看病を理由に一時帰国。そして22日に球団に対し再来日の意志がないと伝え、球団もこれを受けてデュランとの契約解除を決定し、退団となった。
翌年は再びメキシカンリーグへ復帰したものの28歳で引退する。

## 詳細情報

### 年度別打撃成績
| 年 度     | 球 団     | 試 合 | 打 席 | 打 数 | 得 点 | 安 打 | 二 塁 打 | 三 塁 打 | 本 塁 打 | 塁 打 | 打 点 | 盗 塁 | 盗 塁 死 | 犠 打 | 犠 飛 | 四 球 | 敬 遠 | 死 球 | 三 振 | 併 殺 打 | 打 率 | 出 塁 率 | 長 打 率 | O P S |
| --------- | --------- | ----- | ----- | ----- | ----- | ----- | -------- | -------- | -------- | ----- | ----- | ----- | -------- | ----- | ----- | ----- | ----- | ----- | ----- | -------- | ----- | -------- | -------- | ----- |
| 1984      | 近鉄      | 24    | 82    | 69    | 9     | 13    | 1        | 0        | 7        | 35    | 14    | 0     | 0        | 0     | 0     | 9     | 0     | 4     | 12    | 2        | .188  | .317     | .507     | .824  |
| 通算：1年 | 通算：1年 | 24    | 82    | 69    | 9     | 13    | 1        | 0        | 7        | 35    | 14    | 0     | 0        | 0     | 0     | 9     | 0     | 4     | 12    | 2        | .188  | .317     | .507     | .824  |

### 記録
NPB
- 初出場・初先発出場：1984年3月31日、対日本ハムファイターズ1回戦（後楽園球場）、6番・右翼手として先発出場、4打数無安打
- 初安打・初打点：1984年4月2日、対日本ハムファイターズ2回戦（後楽園球場）、1回表に木田勇から左翼線へ先制決勝2点適時打
- 初本塁打：1984年4月3日、対南海ホークス1回戦（大阪スタヂアム）、4回表に井上祐二から左越2ラン

### 背番号
- 44（1984年）